# Calisto (género)
Calisto es un género de mariposas de la subfamilia Satyrinae, en la familia Nymphalidae. Los miembros de este género ocurren sólo en las islas del Caribe. De las 44 especies conocidas, 11 occuren en Cuba, una en Puerto Rico, una en la isla de Anegada, una en Jamaica, dos en las Bahamas y las 28 restantes en la isla La Española.

## Especies
- Calisto ainigma Johnson, Quinter & Matusik, 1987
- Calisto anegadensis Smith, Miller & Mckenzie, 1991
- Calisto apollinis Bates, 1934
- Calisto aquilum Núñez, 2013
- Calisto arcas Bates, 1939
- Calisto archebates (Ménétriés, 1832)
- Calisto batesi Michener, 1943
- Calisto bradleyi Munroe, 1950
- Calisto brochei Torre, 1973
- Calisto bruneri Michener, 1949
- Calisto chrysaoros Bates, 1935
- Calisto chlenchi Schwartz & Gali, 1984
- Calisto clydoniata Schwartz & Gali, 1984
- Calisto confusa Lathy, 1899
- Calisto crypta Gali, 1985
- Calisto debarriera Clench, 1943
- Calisto dissimulatum Núñez, 2013
- Calisto eleleus Bates, 1935
- Calisto franciscoi Gali, 1985
- Calisto galii Schwartz, 1983
- Calisto grannus Bates, 1939
- Calisto herophile Hübner, [1823]
- Calisto hysius (Godart, [1824])
- Calisto israeli Torre, 1973
- Calisto loxias Bates, 1935
- Calisto lyceius Bates, 1935
- Calisto muripetens Bates, 1939
- Calisto neochma Schwartz, 1991
- Calisto nubila Lathy, 1899
- Calisto obscura Michener, 1943
- Calisto occulta Núñez, 2012
- Calisto pauli Johnson & Setos, 1998
- Calisto pulchella Lathy, 1899
- Calisto raburni Gali, 1985
- Calisto schwartzi Gali, 1985
- Calisto sibylla Bates, 1934
- Calisto smintheus Bates, 1935
- Calisto tasajera González, Schwartz & Wetherbee, 1991
- Calisto thomasi Johnson & Setos, 1998
- Calisto torrei Núñez, 2013
- Calisto tragius Bates, 1935
- Calisto wetherbeei Schwartz & González, 1988
- Calisto woodsi Johnson & Setos, 1998
- Calisto zangis (Fabricius, 1775)[2][3]